# Trouble in Mind
«Trouble in Mind» es un lento blues de ocho compases escrito por el pianista de jazz Richard M. Jones. La primera grabación conocida de la canción fue hecha en 1924 por la cantante Thelma La Vizzo con el mismo Jones tocando el acompañamiento de piano. La canción se convirtió en un estándar del blues, con numerosas versiones por gran variedad de músicos. En muchas versiones se añadieron versos. En todo caso, lo más usual es incluir el siguiente verso de entrada:
Trouble in mind, I’m blue
But I won’t be blue always
'Cause I know the sun's gonna shine in my back door someday
Las primeras grabaciones de "Trouble in Mind" incluyen a Bertha "Chippie" Hill (1926 OKeh 8312 con Louis Armstrong a la corneta y Jones al piano, y 1928 Vocalion 1248), Georgia White (1936, Decca 7192), Victoria Spivey (como Jane Lucas) (1936, Vocalion 3346), y Bob Wills and His Texas Playboys (1936, Vocalion 3343).  Más tarde, "Trouble in Mind" se convirtió en un éxito en la lista Billboard R&B interpretado por Dinah Washington (#4 en 1952) y Nina Simone (#11 en 1961 y #92 en la lista de pop).

## Grabaciones por otros artistas
"Trouble in Mind" ha sido grabado por multitid de artistas, incluyendo:
- 1941 – Sister Rosetta Tharpe con Lucky Millinder & His Orchestra (Sencillo) (Decca 48053).
- 1944 – Jay McShann's Kansas City Stompers con Julia Lee (Sencillo) (Capitol 10030).
- 1952 – Amos Milburn and His Aladdin Chickenshackers (Sencillo) (Aladdin 3124)[4]
- 1955 – Eddy Arnold (Sencillo) (RCA 47-6365).
- 1957 – Big Bill Broonzy en Big Bill Broonzy Sings country Blues[5]
- 1959 – Duane Eddy en el álbum Especially for You.
- 1961 – Sam Cooke en My Kind of Blues.
- 1962 – Cannonball Adderley en Cannonball in Europe!.
- 1962 – Roscoe Holcomb en The Music Of Roscoe Holcomb & Wade Ward[6]
- 1962 - Ace Cannon  hizo una versión instrumental para su álbum debut Tuff Sax.
- 1963 – Jeff Beck como demo con the Tridents en Beckology (1991).
- 1963 – Janis Joplin como demo en Janis (1975).
- 1963 – Jimmy Smith en Bucket!
- 1965 – Aretha Franklin en Yeah!!!.
- 1965 – Nina Simone en Pastel Blues.
- 1967 – Muddy Waters en Brass and the Blues.
- 1970 – Led Zeppelin en el disco acompañante de Led Zeppelin III
- 1975 – Tennessee Ernie Ford y Glen Campbell en Ernie Sings & Glen Picks.
- 1979 – Leon Russell y Willie Nelson en directo, con invitadas Maria Muldaur y Bonnie Raitt en el álbum y el especial de TV One for the Road.
- 1985 – Marianne Faithfull en la banda sonora de la película Trouble in Mind.
- 1987 – Hank Williams, Jr. en Hank Live
- 1987 – Jerry Garcia Acoustic Band en Ragged but Right (2010)
- 1992 – Hot Tuna en Live at Sweetwater.
- 2002 – Lafayette Leake en Easy Blues
- 2003 – Elkie Brooks y Humphrey Lyttelton en Trouble in Mind.
- 2003 – Johnny Cash en Unearthed.
- 2003 – James Blood Ulmer en No Escape from the Blues: The Electric Lady Sessions.
- 2006 – Jerry Lee Lewis con Eric Clapton en Last Man Standing; también tiene una versión en directo con Ron Wood en Last Man Standing Live.
- 2007 – Magnolia Electric Co. en Sojourner.
- 2009 – John Gorka en So Dark You See
- 2015 - Paul Jones en Suddenly I Like It (Airline Records para USA y Continental para Europe)